# Viaduc de Saint-Mammès
Ne doit pas être confondu avec Pont de Saint-Mammès ou Passerelle de Saint-Mammès.
Le viaduc de Saint-Mammès, connu aussi sous le nom de viaduc de Moret, est un pont ferroviaire situé à la limite des communes de Veneux-les-Sablons et de Saint-Mammès dans le département de Seine-et-Marne en France, qui permet à la ligne de Paris-Lyon à Marseille-Saint-Charles de franchir la rivière le Loing.

## Situation ferroviaire
Le viaduc de Saint-Mammès est situé au point kilométrique 67,634 de la ligne de Paris-Lyon à Marseille-Saint-Charles, à mi-distance des gares de Moret-Veneux-les-Sablons (à l'ouest) et de Saint-Mammès (à l'est), gares situées à moins d'un kilomètre de part et d'autre du viaduc.

## Historique

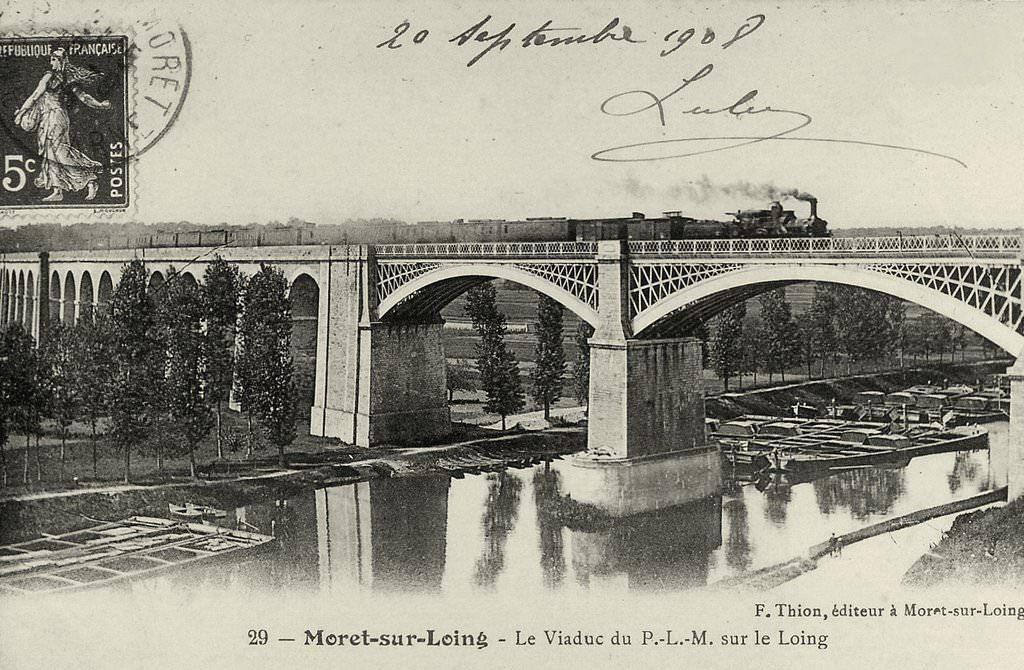
Vue du viaduc au début du XXe siècle. Les deux arches en fonte sont encore présentes.

Le viaduc de Saint-Mammès est construit entre 1846 et 1848. Il est mis en service en septembre 1849 lors de l'inauguration de la ligne entre Paris et Tonnerre. À sa mise en service, le viaduc est constitué de trente arches de 10 m de haut, dont deux (celles qui permettent le franchissement du Loing) sont en fonte.
Le 16 juin 1940, l'arche qui enjambe le Loing est dynamitée par le Génie français pour ralentir l’avancée des troupes allemandes. Pendant toute la durée de la guerre, le trafic ferroviaire est interrompu entre la gare de Moret - Veneux-les-Sablons et celle de Saint-Mammès ; le transbordement des voyageurs se fait par la route en empruntant un pont en bois construit par les Allemands au-dessus du Loing. Les deux arches en fonte, du côté de Saint-Mammès, sont reconstruites en maçonnerie à la fin de la guerre.

## Galerie de photographies

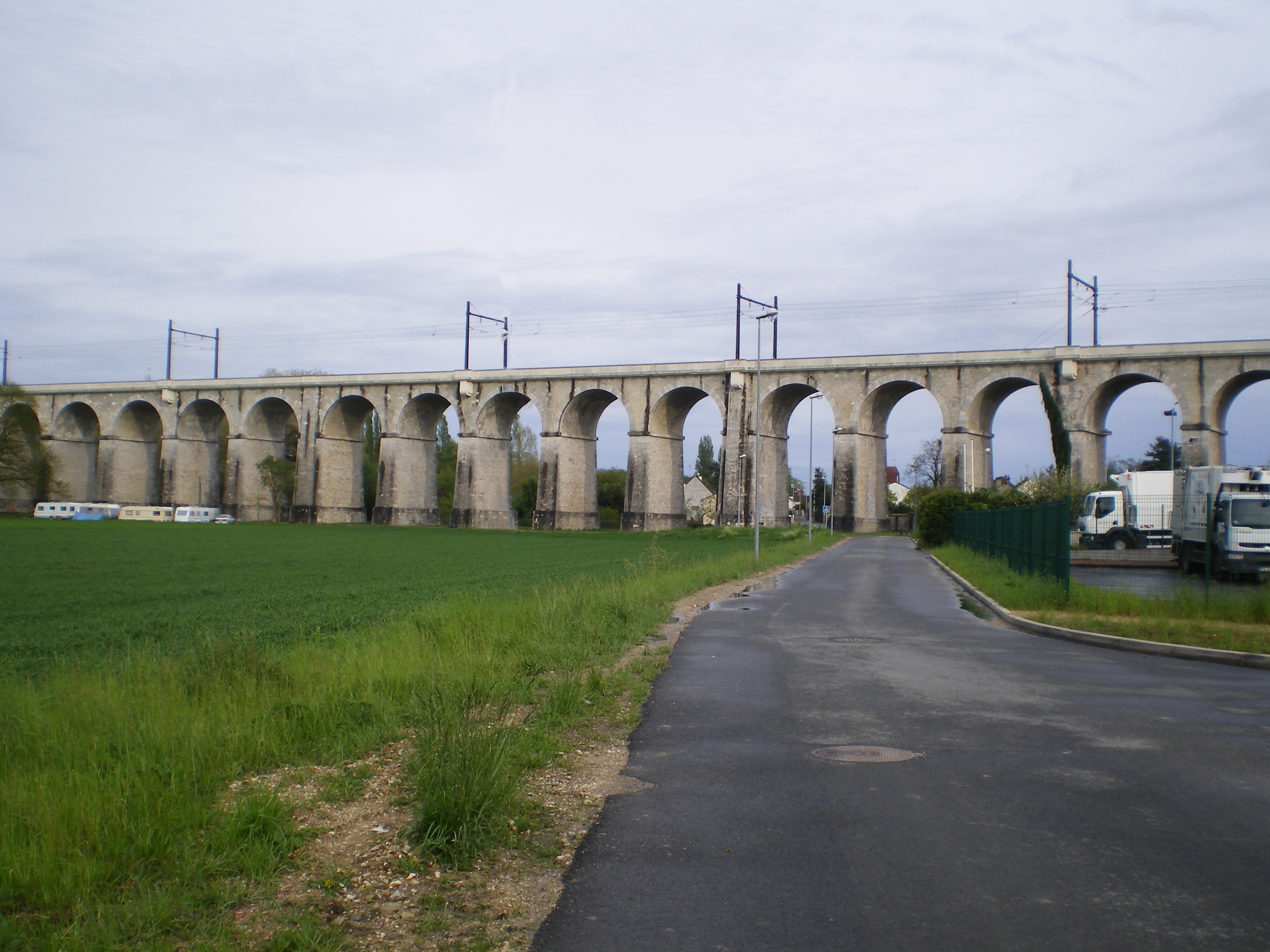
Le viaduc à Veneux-les-Sablons.
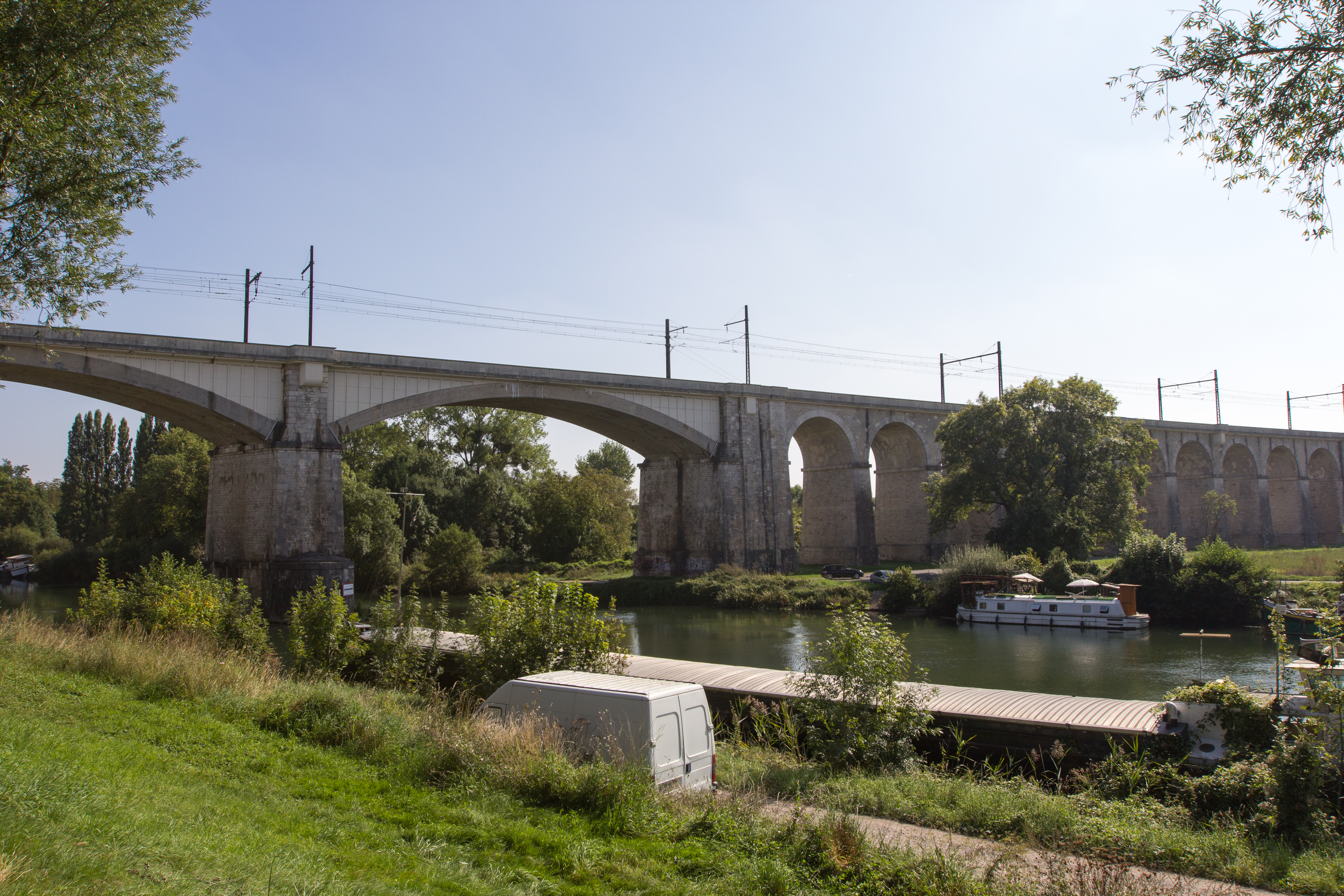
Vue du viaduc depuis Saint-Mammès.
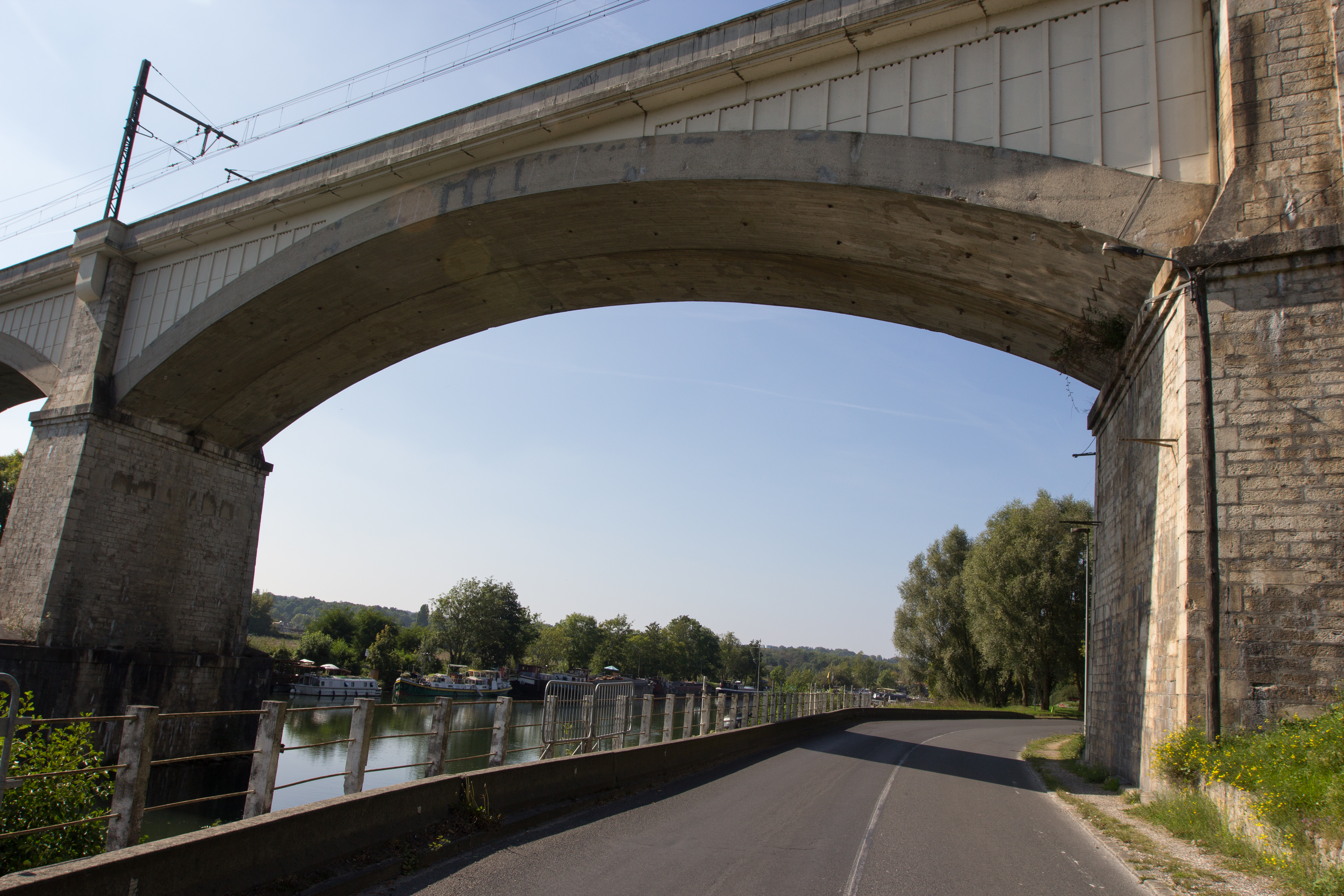
Une des deux arches reconstruites après la Seconde Guerre mondiale.